# Kościół Najświętszej Maryi Panny Wspomożycielki Wiernych w Borkach
Kościół najświętszej Maryi panny Wspomożycielki Wiernych w Borkach – rzymskokatolicki kościół w Borkach, który jest świątynią Parafii Najświętszej Maryi Panny Wspomożycielki Wiernych w Borkach.

## Historia
Kościół parafialny murowany w stylu eklektycznym został zbudowany w latach 50. XX w. W 1970 roku został erygowany przez ks. bp. Jana Mazura – ówczesnego ordynariusza diecezji siedleckiej.
W tym samym czasie naprzeciw kościoła wybudowano murowaną plebanię, która obecnie jest własnością gminy Borki. Na początku pierwszej dekady XXI wieku proboszcz parafii w Borkach rozpoczął budowę nowej plebanii w okolicznym lasku, która do użytku została oddana w 2012 roku przez kolejnego księdza parafii – ks. kan. dr. Marka Matusika. W 2011 roku staraniem tego samego księdza plac przykościelny utwardzono kostką, a przed nim wybudowano parking.Od 2009 roku w kościele znajdują się relikwie św. Ryty, a od 2011 roku relikwie Świętego Jana Pawła II.